# Membrío
Membrío è un comune spagnolo di 848 abitanti situato nella comunità autonoma dell'Estremadura.